# Kim Kyŏng Ok
Kim Kyŏng Ok, również Kim Kyong Ok (kor. 김경옥, ur. ?, zm. 11 stycznia 2024) – północnokoreańska polityk i czterogwiazdkowa generał (kor. 대장), jedna z niewielu kobiet (a także kobiet-generałów), pełniących najwyższe funkcje w aparacie władzy Korei Północnej.

## Kariera
Niewiele wiadomo na temat kariery Kim Kyŏng Ok przed 2008 rokiem. Stosowne źródła nie podają nawet daty i miejsca urodzin jednej z niewielu kobiet na szczytach władzy KRLD. Na mocy postanowień 3. Konferencji Partii Pracy Korei 28 września 2010 roku, Kim Kyŏng Ok została mianowana członkinią Centralnej Komisji Wojskowej Komitetu Centralnego Partii Pracy Korei, a także po raz pierwszy zasiadła w samym KC. Awans na czterogwiazdkowego generała (kor. 대장) otrzymała także we wrześniu 2010 roku. Ponadto jest pierwszą wicedyrektor Departamentu Organizacji i Planowania w KC. Stanowisko to objęła w 2008 roku.
Deputowana Najwyższego Zgromadzenia Ludowego KRLD, parlamentu KRLD, począwszy od X kadencji (tj. od września 1998 roku). 
Po śmierci Kim Dzong Ila w grudniu 2011 roku, Kim Kyŏng Ok znalazła się na 56. miejscu w 233-osobowym Komitecie Żałobnym. Według specjalistów, miejsca na listach tego typu określały rangę polityka w hierarchii aparatu władzy.
Dama Orderu Kim Dzong Ila (luty 2012).